# Chevrolet Equinox EV
Chevrolet Equinox EV — компактний позашляховик-кросовер з акумуляторною батареєю, який General Motors виробляє під брендом Chevrolet з 2023 року.

## Опис

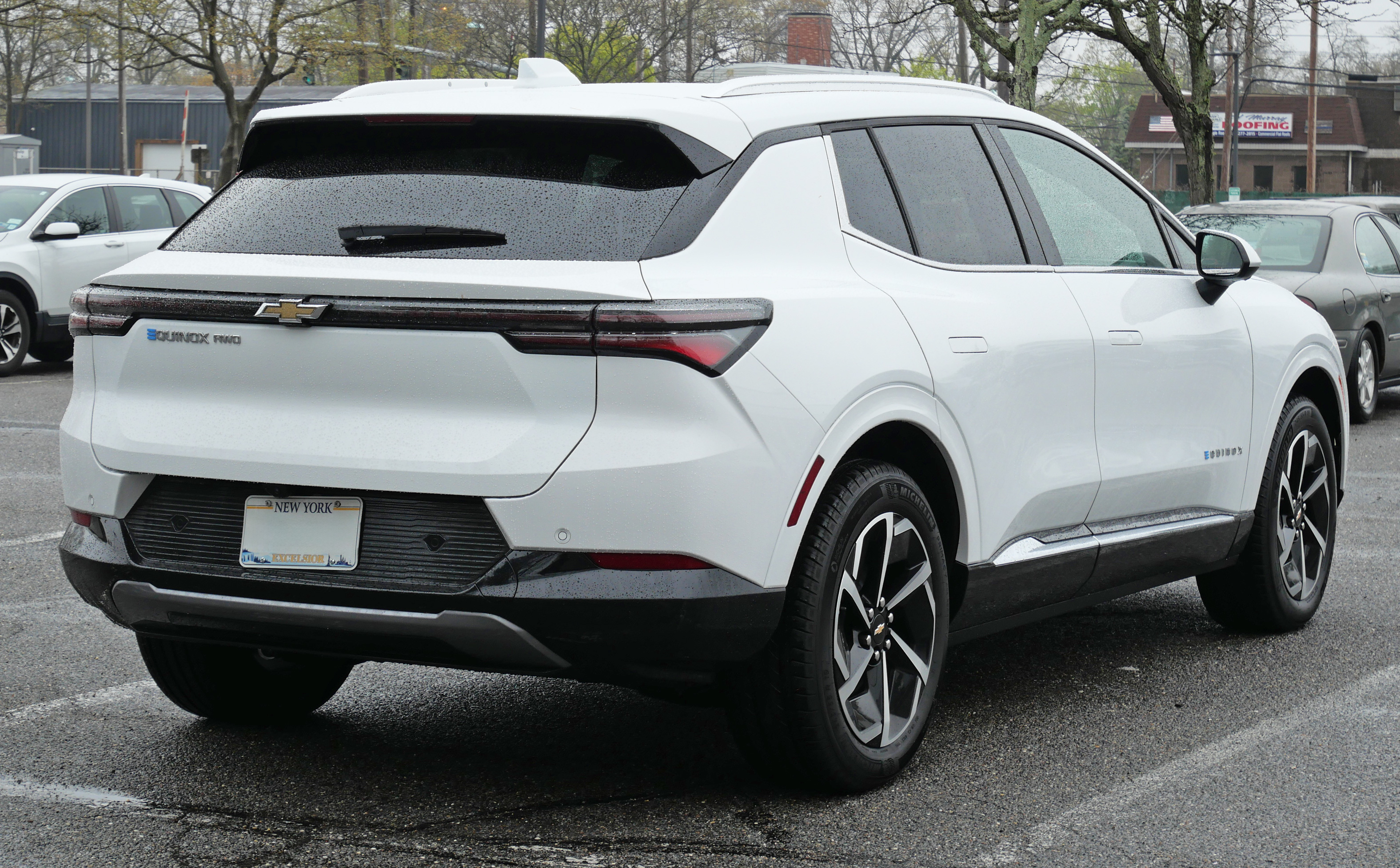

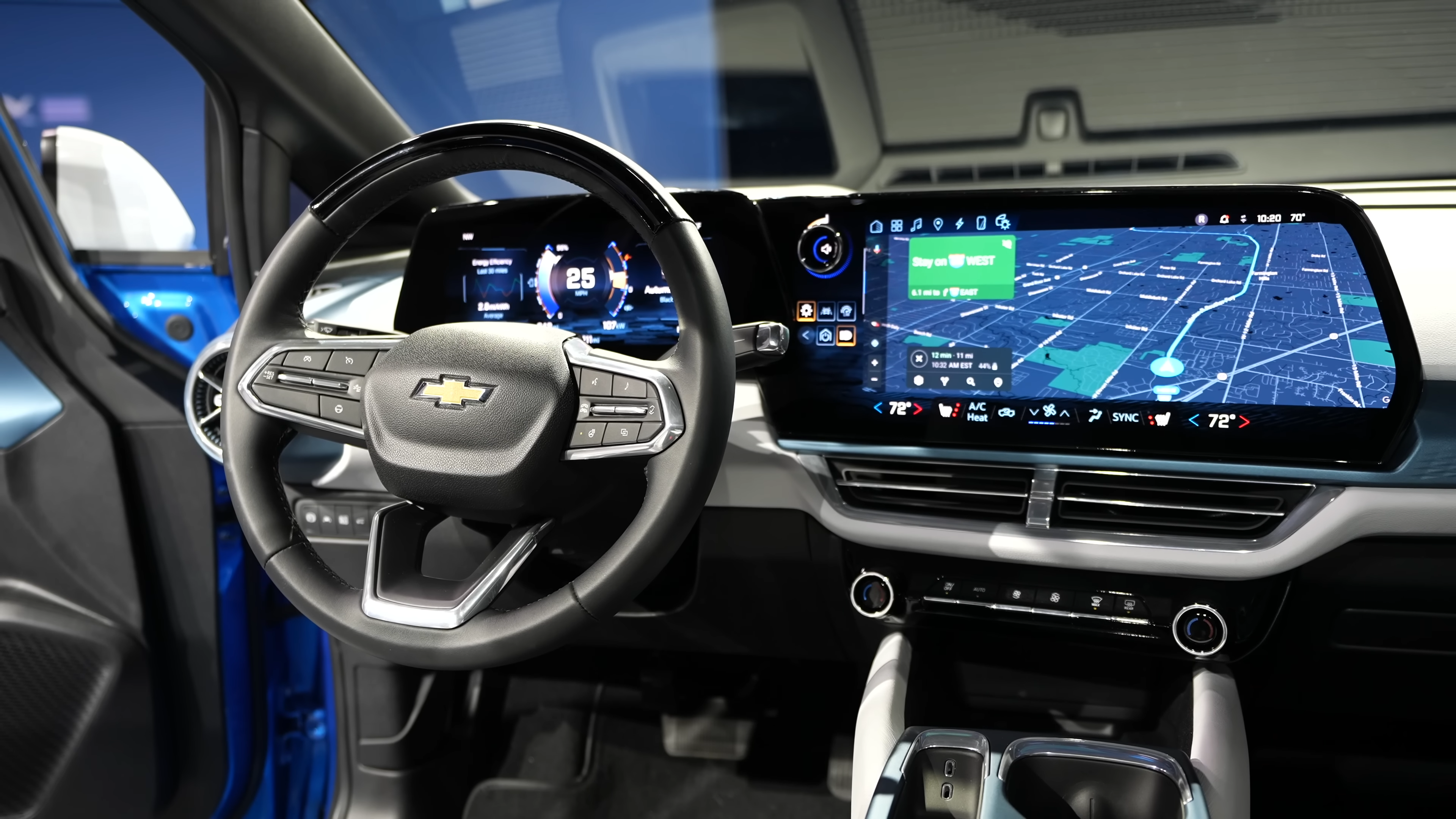

Під час презентації General Motors заявила, що стартова ціна в Сполучених Штатах буде близько 30 000 доларів США і буде пропонуватися в комплектаціях LT і RS. Equinox EV буде оснащено батареями GM Ultium, якими користуються інші електромобілі GM. Більший Chevrolet Blazer EV представлений раніше Equinox EV, навесні 2023 року.
Рівні комплектації були детально описані у вересні 2022 року. Базова комплектація 1LT матиме орієнтовний запас ходу 400 км і вироблятиме 210 к.с. (157 кВт) і 328 Н⋅м крутного моменту. Більший акумулятор із запасом ходу 480 км буде опціональним для 1LT і стандартним для 2LT, 3LT і RS. Усі рівні комплектації пропонуватимуть eAWD із подвійними двигунами потужністю 290 к.с. (216 кВт) і крутним моментом 469 Н⋅м з орієнтовним запасом ходу 450 км (280 миль). Система V2L (від автомобіля до завантаження) буде додатковою для рівня комплектації 3RS.
Вантажний простір має 1620 л. Немає переднього вантажного простору («фрунка»), натомість капот містить передній привід та іншу електроніку.

## Модифікації
- 1 електродвигун 210 к.с. (157 кВт) 328 Н⋅м запас ходу 480 км
- 2 електродвигуни 290 к.с. (216 кВт) 469 Н⋅м запас ходу 450 км (eAWD)